# Tercera base

La posició del tercera base.

Tercera base (abreujada 3B), en beisbol, es pot referir tant a la ubicació de la tercera cantonada del camp de beisbol a la diagonal esquerra del mateix, o al jugador que defensa aquesta posició. En les anotacions oficials les jugades del tercera base reben el número 5.